# Arquidiócesis de Cáceres
La arquidiócesis de Cáceres o de Nueva Cáceres (en latín: Archidioecesis Cacerensis, en inglés: Roman Catholic Archdiocese of Cáceres y en tagalo: Arkidiyosesis ng Caceres) es una circunscripción eclesiástica de la Iglesia católica en Filipinas. Se trata de una arquidiócesis latina, sede metropolitana de la provincia eclesiástica de Cáceres, que tiene al arzobispo Rex Andrew Alarcon como su ordinario desde el 22 de mayo de 2024.

## Territorio y organización

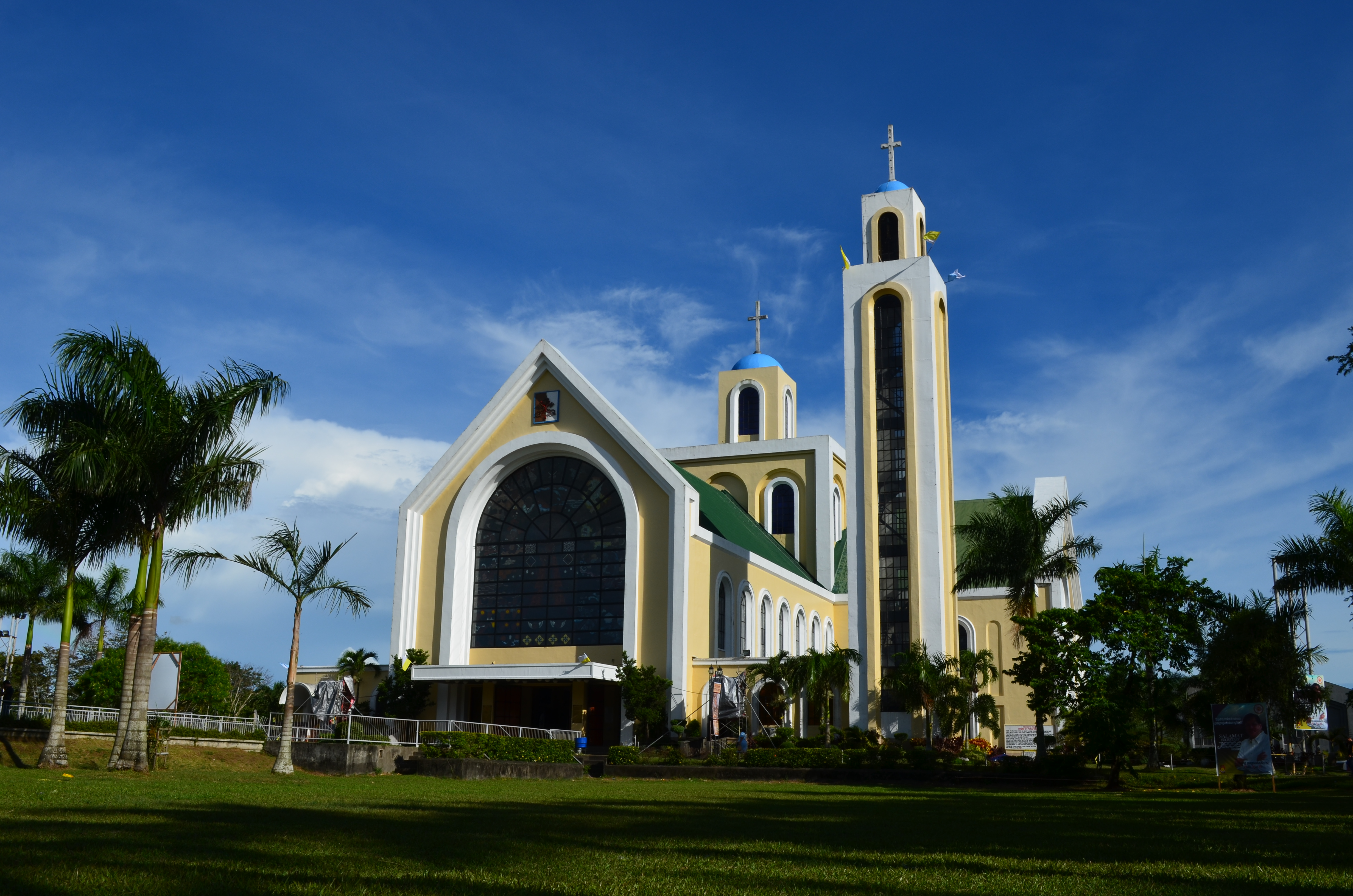
Basílica menor de Nuestra Señora de Peñafrancia

La arquidiócesis tiene 3207 km² y extiende su jurisdicción sobre los fieles católicos de rito latino residentes en la parte centro-oriental de la provincia de Camarines Sur (distritos III, IV y V).
La sede de la arquidiócesis se encuentra en la ciudad de Naga (llamada Nueva Cáceres hasta 1919), en donde se halla la Catedral de San Juan Evangelista y la basílica menor de Nuestra Señora de Peñafrancia.
En 2021 en la arquidiócesis existían 92 parroquias agrupadas en 15 vicariatos.
La arquidiócesis tiene como sufragáneas a las diócesis de: Dáet, Legazpi, Libmanan, Masbate, Sorsogón y Virac.

## Historia
La diócesis de Cáceres fue erigida el 14 de agosto de 1595 con la bula Super specula militantis Ecclesiae del papa Clemente VIII, obteniendo el territorio de la diócesis de Manila (hoy arquidiócesis de Manila), al mismo tiempo elevada a arquidiócesis y la diócesis de Cáceres se convirtió en sufragánea.
Al formase en base al mandato constitucional la Diputación Provincial de las Islas Filipinas esta diócesis coincide con una de las cuatro provincias en que se ha dividido el Reyno de Filipinas para facilitar las elecciones de diputados:

"...La provincia de Nueva Cazeres, cuya capital es la ciudad de Naga, residencia del Ilustrísimo Obispo y Alcalde Mayor de Camarines, se ha subdividido en cuatro partidos que son:
- La cuatro Alcaldías Mayores de Camarines, de Albay, de Tayabas y de Samar...."

Prontuario Directivo.

A finales del siglo XIX esta diócesis comprendía las provincias y comandancias de Ambos Camarines, Albay, Burias, Masbate y Tabayas, contándose en ella 124 entre curatos y misiones con 691 298 almas. Esta diócesis carecía de cabildo, pero tenía su correspondiente curia eclesiástica y juzgado provisoral.
El 10 de abril de 1910 cedió una parte del territorio para la erección de la diócesis de Lipá (hoy arquidiócesis de Lipá).
El 29 de junio de 1951 cedió partes de su territorio para la erección de las diócesis de Legazpi y Sorsogón y al mismo tiempo fue elevada al rango de arquidiócesis metropolitana mediante la bula Quo in Philippina del papa Pío XII.
El 27 de mayo de 1974 cedió otra porción de territorio para la erección de la diócesis de Dáet mediante la bula Requirit maximopere del papa Pablo VI.
El 9 de diciembre de 1989 cedió otra porción de territorio para la erección de la prelatura territorial de Libmanan (hoy diócesis de Libmanan) mediante la bula Philippinis in Insulis del papa Juan Pablo II.

## Estadísticas
Según el Anuario Pontificio 2022 la arquidiócesis tenía a fines de 2021 un total de 1 903 279 fieles bautizados.
| Año                                                                             | Población | Población | Población      | Sacerdotes | Sacerdotes | Sacerdotes | Católicos por sacerdote | Diáconos permanentes | Religiosos | Religiosos | Parroquias y cuasiparroquias |
| Año                                                                             | Católicos | Total     | % de católicos | Total      | Diocesanos | Regulares  | Católicos por sacerdote | Diáconos permanentes | Masculinos | Femeninos  | Parroquias y cuasiparroquias |
| ------------------------------------------------------------------------------- | --------- | --------- | -------------- | ---------- | ---------- | ---------- | ----------------------- | -------------------- | ---------- | ---------- | ---------------------------- |
| 1950                                                                            | 1 583 137 | 1 666 459 | 95.0           | 219        | 196        | 23         | 7228                    |                      | 15         | 69         | 110                          |
| 1958                                                                            | 773 119   | 810 000   | 95.4           | 113        | 92         | 21         | 6841                    |                      | 29         | 61         | 55                           |
| 1969                                                                            | 1 082 187 | 1 159 744 | 93.3           | 126        | 106        | 20         | 8588                    |                      | 22         | 103        | 65                           |
| 1980                                                                            | 1 136 000 | 1 201 000 | 94.6           | 127        | 116        | 11         | 8944                    |                      | 24         | 120        | 54                           |
| 1990                                                                            | 809 206   | 914 254   | 88.5           | 125        | 113        | 12         | 6473                    |                      | 18         | 126        | 40                           |
| 1999                                                                            | 1 026 545 | 1 140 606 | 90.0           | 152        | 132        | 20         | 6753                    |                      | 72         | 145        | 59                           |
| 2000                                                                            | 1 044 202 | 1 160 224 | 90.0           | 156        | 136        | 20         | 6693                    |                      | 70         | 144        | 60                           |
| 2001                                                                            | 1 076 353 | 1 180 296 | 91.2           | 158        | 137        | 21         | 6812                    |                      | 84         | 144        | 60                           |
| 2002                                                                            | 1 097 289 | 1 179 881 | 93.0           | 168        | 142        | 26         | 6531                    |                      | 95         | 119        | 62                           |
| 2003                                                                            | 1 128 275 | 1 200 293 | 94.0           | 178        | 147        | 31         | 6338                    |                      | 92         | 153        | 62                           |
| 2004                                                                            | 1 156 277 | 1 214 576 | 95.2           | 161        | 136        | 25         | 7181                    |                      | 101        | 333        | 66                           |
| 2006                                                                            | 1 183 033 | 1 253 348 | 94.4           | 189        | 168        | 21         | 6259                    |                      | 79         | 254        | 73                           |
| 2010                                                                            | 1 247 000 | 1 288 000 | 96.8           | 227        | 197        | 30         | 5493                    |                      | 139        | 240        | 80                           |
| 2012                                                                            | 1 296 000 | 1 339 000 | 96.8           | ?          | ?          | 27         | ?                       |                      | 137        | 226        | 88                           |
| 2013                                                                            | 1 418 179 | 1 486 144 | 95.4           | 223        | 199        | 24         | 6359                    |                      | 120        | 245        | 89                           |
| 2016                                                                            | 1 686 930 | 1 772 300 | 95.2           | 187        | 163        | 24         | 9021                    |                      | 151        | 244        | 92                           |
| 2019                                                                            | 1 769 130 | 1 860 000 | 95.1           | 185        | 162        | 23         | 9562                    |                      | 120        | 258        | 93                           |
| 2021                                                                            | 1 903 279 | 1 952 544 | 97.5           | 192        | 173        | 19         | 9912                    |                      | 82         | 180        | 92                           |
| Fuente: Catholic-Hierarchy, que a su vez toma los datos del Anuario Pontificio. |           |           |                |            |            |            |                         |                      |            |            |                              |

## Episcopologio
- Luis Maldonado, O.F.M. † (30 de agosto de 1595-? falleció)
- Francisco Ortega, O.S.A. † (13 de septiembre de 1599-1602 falleció)
- Baltazar de Cobarrubias y Múñoz, O.S.A. † (13 de enero de 1603-6 de junio de 1605 nombrado obispo de Antequera)
- Pedro de Godínez, O.F.M. † (12 de diciembre de 1605-? falleció)
- Pedro Matias, O.F.M. † (17 de septiembre de 1612-? falleció)
- Diego Guevara, O.S.A. † (3 de agosto de 1616-1621 falleció)
  - Sede vacante (1621-1624)
- Luis de Cañizares, O.M. † (1 de julio de 1624-19 de junio de 1628 nombrado obispo coadjutor de Comayagua)
- Francisco Zamudio y Abendano, O.S.A. † (10 de julio de 1628-1639 falleció)
  - Sede vacante (1639-1659)
  - Nicolás de Zaldivar y Zapata, O.S.A. † (2 de mayo de 1644-1646 falleció) (obispo electo)
- Antonio de San Gregorio, O.F.M. † (17 de noviembre de 1659-circa 1661 falleció)
  - Sede vacante (1661-1685)
  - Balthasar de Herrera de Jesús, O.S.A. † (1671 o 1674-2 de septiembre de 1675 falleció) (obispo electo)
- Andrés González, O.P. † (10 de septiembre de 1685-14 de febrero de 1709 falleció)
  - Sede vacante (1709-1718)
- Domingo de Valencia † (10 de enero de 1718-21 de junio de 1719 falleció)
  - Sede vacante (1719-1724)
- Felipe Molina Figueroa † (20 de noviembre de 1724-1 de mayo de 1738 falleció)
- Isidro de Arevalo † (29 de agosto de 1740-1751 falleció) 
  - Sede vacante (1751-1754)
- Manuel Matos, O.F.M.Disc. † (11 de febrero de 1754-1765 o 19 de febrero de 1768 falleció)
- Antonio Luna, O.F.M.Disc. † (19 de diciembre de 1768-16 de abril de 1773 falleció)
  - Sede vacante (1773-1778)
- Juan Antonio Gallego Orbigo, O.F.M.Disc. † (14 de diciembre de 1778-15 de diciembre de 1788 nombrado arzobispo de Manila)
- Domingo Collantes, O.P. † (15 de diciembre de 1788-23 de julio de 1808 falleció)
  - Sede vacante (1808-1816)
- Bernardo de la Inmaculada Concepción García Hernández (Fernández Perdigón), O.F.M. † (23 de septiembre de 1816-9 de octubre de 1829 falleció)
- Juan Antonio Lillo, O.F.M † (28 de febrero de 1831-3 de diciembre de 1840 falleció)
  - Sede vacante (1840-1846)
- Vicente Barreiro y Pérez, O.S.A. † (19 de enero de 1846-14 de abril de 1848 nombrado obispo de Nueva Segovia)
- Manuel Grijalvo Mínguez † (14 de abril de 1848-13 de noviembre de 1861 falleció)
- Francisco Gainza Escobás, O.P. † (25 de septiembre de 1862-31 de julio de 1879 falleció)
- Casimiro Herrero Pérez, O.S.A. † (1 de octubre de 1880-12 de noviembre de 1886 falleció)
- Arsenio del Campo y Monasterio, O.S.A. † (25 de noviembre de 1887-20 de julio de 1903 renunció[9])
  - Sede vacante (1903-1910)
- John Bernard MacGinley † (2 de abril de 1910-24 de marzo de 1924 nombrado obispo de Monterey-Fresno)
- Francisco Javier Reyes † (20 de junio de 1925-15 de diciembre de 1937 falleció)
- Pedro Paulo Santos Songco † (21 de mayo de 1938-6 de abril de 1965 falleció)
- Teopisto Valderrama Alberto † (6 de abril de 1965 por sucesión-20 de octubre de 1983 renunció)
- Leonard Zamora Legaspi, O.P. † (20 de octubre de 1983-8 de septiembre de 2012 retirado)
- Rolando Joven Tria Tirona, O.C.D., (8 de septiembre de 2012-22 de febrero de 2024 retirado)
- Rex Andrew Clement Alarcon desde el 2 de mayo de 2024